# Аден (област)
Аден е една от 19-те области на Йемен. Площта ѝ е 750 км², а населението ѝ е 751 800 жители (по оценка от 2012 г.). Разделена е на 8 окръга. Разположена е в часова зона UTC+3. Официален език е арабският.